# Карни (КПП)
Контролно-пропускателен пункт Карни (на арабски: معبر كارني) е граничен пункт на Палестина в Ивицата Газа на границата с Израел.
Намира се в източния край на Ивицата Газа, на 1 километър югоизточно от град Газа. Открит е през 1993 г.
Използва се за контрол на преминаващите стоки – предимно от палестински търговци, в миналото и от еврейските заселници от селището Нецарим в Ивицата Газа.
По време на втората интифада пунктът често е цел на въоръжени нападения от страна на палестински въоръжени формирования. Жертви на тези нападения стават както израелци, така и палестинци.